# Гімн Бразилії
Націона́льний гімн Брази́лії (порт. Hino Nacional Brasileiro) в першому варіанті був створений 7 квітня 1832 року, проте не був визнаний офіційно до проголошення республіки в 1889 році. Декрет про затвердження гімну був підписаний 29 січня 1890. Сучасний текст гімну був затверджений 6 вересня 1922, напередодні сотої річниці проголошення незалежності Бразилії.
Музика — Франсіско Маноел да Сілва (1795—1865).
Текст — Жоакім Озоріо Дуке Естрада (1879—1927).